# Evelyn Hone College of Applied Arts and Commerce
Das Evelyn Hone College of Applied Arts and Commerce (EHC) ist eine Kunst- und Fachschule in Lusaka in Sambia. Sie wurde am 23. Oktober 1963 als College of Further Education eröffnet. Im Jahre  1972 erfolgte die Umbenennung in Evelyn Hone College of Applied Arts and Commerce, in Gedenken an Evelyn Dennison Hone. Das College untersteht dem Ministry of Higher Education (deutsch: „Ministerium für höhere Bildung“).

## Beschreibung
Das Evelyn Hone College befindet sich im Zentrum von Lusaka an der Church Road und unweit des Hauptbahnhofs sowie einigen Regierungseinrichtungen. In der Stadt Isoka besteht eine Außenstelle, der Isoka Campus.
Die Einrichtung entspricht etwa den deutschen Fachhochschulen und Kunstakademien. Es bietet als Abschluss verschiedene berufsqualifizierende Graduierungen und ein Diplom. In Sambia unterhält das College mit anderen Bildungseinrichtungen feste Kooperationsbeziehungen. Im September 2018 wurde eine Vereinbarung mit der Universität Johannesburg (Fakultät Gesundheitswissenschaften) unterzeichnet, die eine Unterstützung für EHC bei der Entwicklung akademischer Programme vorsieht. Etliche Künstler aus dieser Akademie haben ihren Weg auf dem nationalen und internationalen Kunstmarkt gefunden.
Das College besteht aus fünf akademischen Hauptbereichen:
- School of Applied and Health Sciences
- School of Business and Management Studies
- School of Media and Communication Studies
- School of Education
- Department of Open Distance and Flexible Learning (ODFL)

Die einzelnen Fachbereiche sind:
- Bibliothekswesen
- Büromanagement
- Gesundheitswissenschaften
- Informationstechnologie und Kommunikation
- Kommunikationsfähigkeiten, Journalismus und Verlagswesen
- Kunst und Musik
- Laborwissenschaften
- Wirtschaft und Management

Studenten des Evelyn Hone College haben 1993 Honarts gegründet und betreiben diesen Verein bis heute als Ausstellungstraining. Honarts ist mit dem Zambia National Visual Arts Council assoziiert.